# Takou
Takou est une commune rurale située dans le département de Coalla de la province de la Gnagna dans la région de l'Est au Burkina Faso.

## Géographie
Takou se trouve à 3 km au nord-ouest de Coalla sur la rive gauche de la Faga.

## Santé et éducation
Le centre de soins le plus proche de Takou est le centre de santé et de promotion sociale (CSPS) de Neiba.